# Remix & Repent
Remix & Repent — п'ятитрековий мініальбом гурту Marilyn Manson, виданий 25 листопада 1997 року під час ери Antichrist Superstar. Реліз містить ремікси пісень з альбому Antichrist Superstar, концертні записи, зроблені протягом туру Dead to the World Tour, та акустичну версію композиції «Man That You Fear».

## Список пісень
1. «The Horrible People»
2. «Tourniquet» (Prosthetic Dance Mix)
3. «Dried Up, Tied and Dead to the World» (Live in Utica, NY)
4. «Antichrist Superstar» (Live in Hartford, CT)
5. «Man That You Fear» (Acoustic Requiem for Antichrist Superstar)

## Чартові позиції
| Чарт (1997)     | Найвища позиція |
| --------------- | --------------- |
| Австралія       | 50              |
| Велика Британія | 163             |
| США             | 102             |
| Фінляндія       | 18              |